# Striariidea
Striariidea – podrząd wijów z gromady dwuparców
i rzędu Chordeumatida.
Tułów u dorosłych form tych dwuparców złożony jest z 28 lub 30 pierścieni. Głowę cechuje obecność przedbródka w gnatochilarium. Gruczoły biodrowe występują w dziesiątej i jedenastej parze odnóży, a ta pierwsza jest niezredukowana. W trakcie kopulacji tylko przednia para gonopodów bierze udział w przekazaniu spermatoforu. Koksyty tylnej pary gonopodów samca w pozycji spoczynkowej wspierają przednią ich parę. Telopodity tylnych gonopodów są zredukowane do pojedynczego członu, który zwykle jest nabrzmiały i służy jako osłona przedniej pary gonopodów.
Wije holarktyczne. Występują w Ameryce Północnej z pojedynczym gatunkiem Caseyidae znanym z Syberii.
Takson ten wprowadzony został w 1896 przez Oratora Fullera Cooka jako monotypowy, zawierający jedną rodzinę. W 1972 William Shear rozszerzył definicję nadrodziny Striarioidea i w  2000 roku wprowadził nowy koncept podrzędu. W nowym ujęciu należy tu około 70 opisanych gatunków, zgrupowanych w następujących nadrodzinach i rodzinach:
- Caseyoidea Verhoeff, 1909
  - Caseyidae Verhoeff, 1909
  - Urochordeumatidae Silvestri, 1909
- Striarioidea Bollman, 1893
  - Apterouridae Loomis, 1966
  - Buotidae Shear, 2009
  - Rhiscosomididae Silvestri, 1909
  - Striariidae Bollman, 1893